# Incendie de la maison de retraite de Kemerovo
L'incendie de la maison de retraite de Kemerovo est survenu dans la soirée du 23 décembre 2022 lorsqu'une maison privée fonctionnant comme une maison de retraite illégale a pris feu à Kemerovo, en Russie, tuant 22 personnes et en blessant six,.

## Contexte
En 2021, le ministère des Situations d'urgence a proposé d'introduire un registre spécial pour les maisons de retraite et les hospices après une série d'incendies à Saint-Pétersbourg, Moscou, Krasnogorsk (dans l'oblast de Moscou), le village d'Ishbuldino (en) en Bachkirie et le village de Borovsky (dans l'oblast de Tioumen).
En janvier, la pension "Golden Age" a brûlé à Kemerovo, tuant quatre personnes.

## Incendie
L'incendie s'est produit dans la soirée du 23 décembre dans la rue Tavricheskaya à Kemerovo, couvrant une superficie de 180 mètres carrés. L'incendie a été qualifié de "difficulté accrue".
TASS, citant les services d'urgence, a écrit que la cause de l'incendie pourrait être un four défectueux. "Un immeuble résidentiel privé a été adapté pour les personnes âgées. Il y avait un chauffage par poêle. Selon des données préliminaires, c'est le mauvais fonctionnement du poêle qui a provoqué l'incendie", a déclaré la source. Selon une source Interfax cependant, la cause de l'incendie pourrait être un dysfonctionnement d'un radiateur électrique ou d'un câblage.
RIA Novosti écrit que l'incendie a été éteint à 23 h 15 heure locale.

## Victimes
Au départ, quatre personnes auraient été tuées et deux blessées. Le ministère des Situations d'urgence a annoncé plus tard que six personnes étaient décédées. TASS, citant les services d'urgence, a d'abord augmenté le nombre de victimes à neuf, puis plus tard à 11.
Au 23 décembre, 20 personnes sont confirmées mortes.

## Conséquences
Le gouverneur (en) de l'oblast de Kemerovo, Sergei Tsiviliov (en), a annoncé que toutes les maisons de retraite de la ville, en particulier celles qui ne sont pas enregistrées, doivent être contrôlées par les services d'urgence. La commission d'enquête de Russie a ouvert une enquête pénale après l'incendie de Kemerovo. Un prêtre évangélique, soupçonné de diriger la maison de retraite, a été arrêté.